# Nektaria Panaji
Nektaria Panaji (gr. Νεκταρία Παναγή, Nektaría Panagí̱; ur. 20 marca 1990) – cypryjska lekkoatletka specjalizująca się w skoku w dal.
W 2009 była piąta na igrzyskach śródziemnomorskich w Pescarze. Dziesiąta zawodniczka młodzieżowych mistrzostw Europy z 2011. W 2013 sięgnęła po złoto igrzysk śródziemnomorskich w Mersin. Rok później zajęła 7. miejsce podczas igrzysk Wspólnoty Narodów w Glasgow. Jest wielokrotną złotą medalistką igrzysk małych państw Europy. Reprezentantka kraju w pucharze Europy, drużynowych mistrzostwach Europy i meczach międzypaństwowych.
Medalistka mistrzostw Cypru oraz otwartych mistrzostw Grecji.
Rekord życiowy: 6,72 (4 lipca 2018, Argos Orestiko).

## Osiągnięcia
| Rok  | Impreza                                | Miejsce          | Lokata            | Wynik (m) |
| ---- | -------------------------------------- | ---------------- | ----------------- | --------- |
| 2007 | Igrzyska małych państw Europy          | Monako           | 1. miejsce        | 5,81      |
| 2007 | I liga pucharu Europy                  | Mediolan         | 8. miejsce        | 5,78      |
| 2007 | Mistrzostwa świata juniorów młodszych  | Ostrawa          | el. – 18. miejsce | 5,73      |
| 2007 | Olimpijski festiwal młodzieży Europy   | Belgrad          | el. – 20. miejsce | 5,67      |
| 2009 | Igrzyska małych państw Europy          | Nikozja          | 1. miejsce        | 6,05      |
| 2009 | II liga drużynowych mistrzostw Europy  | Bańska Bystrzyca | 6. miejsce        | 5,83      |
| 2009 | Igrzyska śródziemnomorskie             | Pescara          | 5. miejsce        | 5,93      |
| 2009 | Młodzieżowe mistrzostwa Europy         | Nowy Sad         | el. – 20. miejsce | 5,88      |
| 2011 | Igrzyska małych państw Europy          | Schaan           | 1. miejsce        | 6,35      |
| 2011 | III liga drużynowych mistrzostw Europy | Reykjavík        | 3. miejsce        | 5,83      |
| 2011 | Młodzieżowe mistrzostwa Europy         | Ostrawa          | 10. miejsce       | 6,12      |
| 2012 | Mistrzostwa Europy                     | Helsinki         | el. – 15. miejsce | 6,31      |
| 2013 | Igrzyska małych państw Europy          | Luksemburg       | 1. miejsce        | 6,07      |
| 2013 | II liga drużynowych mistrzostw Europy  | Kowno            | 1. miejsce        | 6,46      |
| 2013 | Igrzyska śródziemnomorskie             | Mersin           | 1. miejsce        | 6,51      |
| 2014 | Igrzyska Wspólnoty Narodów             | Glasgow          | 7. miejsce        | 6,33      |
| 2014 | Mistrzostwa Europy                     | Zurych           | el. – 24. miejsce | 6,12      |
| 2015 | II liga drużynowych mistrzostw Europy  | Stara Zagora     | 2. miejsce        | 6,31      |
| 2015 | Uniwersjada                            | Gwangju          | 4. miejsce        | 6,52      |
| 2016 | Mistrzostwa Europy                     | Amsterdam        | el. – 17. miejsce | 6,33      |
| 2017 | II liga drużynowych mistrzostw Europy  | Tel Awiw         | 2. miejsce        | 6,40      |
| 2017 | Mistrzostwa świata                     | Londyn           | el. – 15. miejsce | 6,43      |
| 2017 | Uniwersjada                            | Tajpej           | 2. miejsce        | 6,42      |
| 2018 | Igrzyska Wspólnoty Narodów             | Gold Coast       | 6. miejsce        | 6,44      |
| 2018 | Igrzyska śródziemnomorskie             | Tarragona        | 4. miejsce        | 6,61      |
| 2018 | Mistrzostwa Europy                     | Berlin           | 11. miejsce       | 6,29      |
| 2019 | Igrzyska europejskie                   | Mińsk            | 13. miejsce       | 6,04      |
| 2019 | II liga drużynowych mistrzostw Europy  | Varaždin         | 2. miejsce        | 6,32      |
| 2019 | Mistrzostwa świata                     | Doha             | el. – 30. miejsce | 6,21      |